# Wuyuan (Bayan Nur)

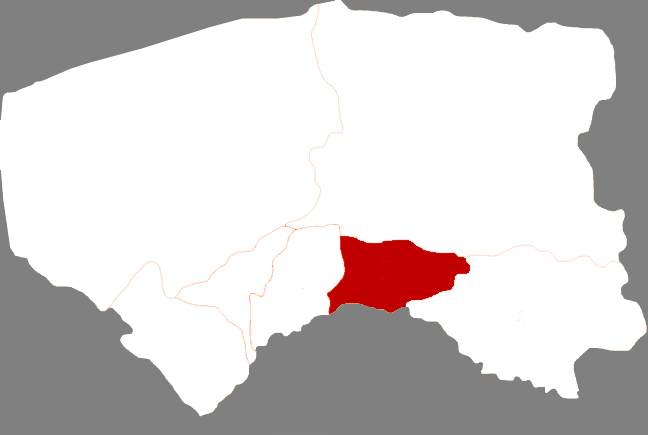
Lage Wuyuans in Bayan Nur

Wuyuan (chinesisch 五原县, Pinyin Wǔyuán Xiàn; mongolisch ᠦᠶᠤᠸᠠᠨ ᠰᠢᠶᠠᠨ Üyuvan siyan) ist ein Kreis, der zur bezirksfreien Stadt Bayan Nur im Westen des Autonomen Gebiets Innere Mongolei im Norden der Volksrepublik China gehört. Er hat eine Fläche von 2.493 km² und zählt 280.000 Einwohner (2004). Sein Hauptort ist die Großgemeinde Longxingchang (隆兴昌镇).